# Kreis Zirc
Der Kreis Zirc (ungarisch Zirci járás) ist ein Kreis im Nordosten des ungarischen Komitats Veszprém. Er grenzt im Südosten an den Kreis Várpalota, im Süden an den Kreis Veszprém und im Westen an den Kreis Pápa. Im Nordwesten bildet der Kreis Pannonhalma (Komitat Győr-Moson-Sopron) und im Nordosten der Kreis Kisbér (Komitat Esztergom) und der Kreis Mór (Komitat Fejér) die Grenzen.

## Geschichte
Anfang 2013 wurden im Zuge der ungarischen Verwaltungsreform wurden 15 der 16 Gemeinden aus dem Kleingebiet Zirc (ungarisch Zirci kistérség) in den gleichnamigen Nachfolgekreis übernommen. Lediglich die Gemeinde Eplény wechselte in den Kreis Veszprém.

## Gemeindeübersicht
Der Kreis Zirc hat eine durchschnittliche Gemeindegröße von 1.265 Einwohnern auf einer Fläche von 22,07 Quadratkilometern. Die Bevölkerungsdichte liegt unter dem Wert für das Komitat. Der Kreissitz befindet sich in der einzigen Stadt, Zirc, nahezu in der Kreismitte gelegen.
| Gemeinden         | Status   | Herkunft Kleingebiet | Einwohnerzahl | Einwohnerzahl | Einwohnerzahl | Fläche (km²) | Bevölkerungs- dichte (Ew./km²) |
| Gemeinden         | Status   | Herkunft Kleingebiet | 01.10.2011    | 01.01.2013    | 01.01.2016    | 01.01.2016   | Bevölkerungs- dichte (Ew./km²) |
| ----------------- | -------- | -------------------- | ------------- | ------------- | ------------- | ------------ | ------------------------------ |
| Bakonybél         | Gemeinde | Zirc                 | 1.242         | 1.264         | 1.219         | 24,36        | 50,0                           |
| Bakonynána        | Gemeinde | Zirc                 | 1.041         | 1.067         | 1.034         | 14,93        | 69,3                           |
| Bakonyoszlop      | Gemeinde | Zirc                 | 437           | 441           | 418           | 14,20        | 29,4                           |
| Bakonyszentkirály | Gemeinde | Zirc                 | 881           | 867           | 824           | 27,90        | 29,5                           |
| Borzavár          | Gemeinde | Zirc                 | 745           | 723           | 703           | 13,00        | 54,1                           |
| Csesznek          | Gemeinde | Zirc                 | 551           | 563           | 532           | 24,21        | 22,0                           |
| Csetény           | Gemeinde | Zirc                 | 1.911         | 1.922         | 1.863         | 18,37        | 101,4                          |
| Dudar             | Gemeinde | Zirc                 | 1.646         | 1.643         | 1.668         | 24,58        | 67,9                           |
| Lókút             | Gemeinde | Zirc                 | 428           | 411           | 408           | 18,11        | 22,5                           |
| Nagyesztergár     | Gemeinde | Zirc                 | 1.183         | 1.196         | 1.143         | 18,29        | 62,5                           |
| Olaszfalu         | Gemeinde | Zirc                 | 1.074         | 1.061         | 1.037         | 42,80        | 24,2                           |
| Pénzesgyőr        | Gemeinde | Zirc                 | 328           | 332           | 337           | 17,65        | 19,1                           |
| Porva             | Gemeinde | Zirc                 | 443           | 435           | 420           | 28,13        | 14,9                           |
| Szápár            | Gemeinde | Zirc                 | 480           | 485           | 463           | 7,09         | 65,3                           |
| Zirc              | Stadt    | Zirc                 | 6.996         | 7.106         | 6.899         | 37,40        | 184,5                          |
| Kreis Zirc        |          |                      | 19.386        | 19.516        | 18.968        | 331,02       | 57,3                           |